# .укр
.укр (em ucraniano:  Україна, Transliteração: Ukrayina, em português:  Ucraniano) é uma proposta de código TLD (ccTLD) na Internet para a Ucrânia para além dá seu atual (no Alfabeto latino) '.ua'.

## História
Em junho de 2008, a ICANN aprovou um documento que prevê a introdução de domínios em cirílico e não nacionais de outros alfabetos latinos.
Em 17 de novembro de 2009 a Ucrânia apresentou um pedido para ICANN para o registo em cirílico, ".укр". Já em dezembro de 2008, o Company Center for Internet names of Ukraine anunciou o registo de nomes de domínio de dois novos domínios o ".укр" e o ". БЛОГ " (Transliteração: BLOG). O pacote completo de documentos foram entregues à ICANN em 26 de novembro de 2009 pelo Ukrainian Network Information Center (UNIC).
Foi anunciado que '.укр ' já podia estar disponível no primeiro semestre de 2010, o registro de domínio leva cerca de um mês. O diretor do UNIC Yuriy Honcharuk esperava desde então que o novo domínio .укр começasse a operar na Internet, em fevereiro-março de 2010.
Na época, segundo Honcharuk não há problemas técnicos que impeçam o registro desse domínio em cirílico.